# Mesodinium chamaeleon
Mesodinium chamaeleon är en ovanlig organism av släktet Mesodonium vilken kombinerar aspekter av både djur- och plantriket. Den kan äta plantor för att få enegri och sedan använda den uppätna plantans klorofyll för att tillgodose sitt energibegov genom fotosyntes. Organismen går då från att vara heterotrof till att vara autotrof. Den upptäcktes i januari 2012 vid öresundskusten utanför Nivå i Danmark.